# Konna
Konna es una ciudad y comuna rural en la región de Mopti de Malí. Las ciudad está situada a 60 km al nordeste de Mopti en el borde oriental de la llanura del Río Níger. La carretera principal RN16 enlaza Sévaré y Gao al este justo al sur de la ciudad. La comuna tiene una área de aproximadamente 838 km² y contiene la ciudad y 24 de los pueblos cercanos. En el censo del 2009, tenía una población de 36,767 habitantes.

## Conflicto en el norte de Malí
En enero del 2013, Konna fue capturado por islamistas. El ataque provocó la intervención francesa en la guerra, y con su ayuda las fuerzas del gobierno de Malí rápidamente lanzó un contraataque para retomar la ciudad. Fue inicialmente reclamado por el gobierno de Malí que había sido exitoso en recapturar la ciudad. Sin embargo, fue negado por oficiales militares franceses que la ciudad había sido retomada. Las luchas continuaron y la ciudad fue confirmada en estar bajo control del gobierno de Malí tres días más tarde.